# Norbert-Mappes-Niediek
Norbert-Mappes-Niediek (* 10. listopada 1953.) njemački je novinar i pisac brojnih knjiga. 
Novinarstvom se bavi od početka 80-tih. Među ostalim piše članke za Frankfurter Rundschau i Die Zeit.
Velik broj njegovih novinskih članaka bavi se ratovima tijekom raspada SFRJ. 
Od 1994. do 1995. godine bio je savjetnik UN-ova posebnog opunomoćenika Yasushija Akashija. 

## Djela
- "Balkanska mafija - Države u rukama zločina”, 2003.
- "Austrija za Nijemce ", 2001.
- "Die Ethno-Falle - Der Balkan-Konflikt und was Europa daraus lernen kann ", 2005[3]
- "Kroatien. Das Land hinter der Adria-Kulisse", 2009 (Hrvatska. Zemlja iza jadranske kulise)
- "Arme Roma, böse Zigeuner. Was an den Vorurteilen über die Zuwanderer stimmt", 2012
- "Europas geteilter Himmel. Warum der Westen den Osten nicht versteht." Links, Berlin 2021, ISBN 978-3962891121.
- "Krieg in Europa. Der Zerfall Jugoslawiens und der überforderte Kontinent" Rowohlt, Berlin 2022 ISBN 978-3737101264.

## Vanjske poveznice
- Osnovne informacije  Arhivirana inačica izvorne stranice od 8. prosinca 2013. (Wayback Machine)
- Informacije